# Logradouro
Logradouro è un comune del Brasile nello Stato del Paraíba, parte della mesoregione dell'Agreste Paraibano e della microregione di Guarabira.